# Време полураспада
Време полураспада (енгл. half-life) супстанце је време за које распадне половина почетног броја језгара. Појам је особина атома одређене атомске масе и описује брзину радиоактивног распада.
Табела десно показује смањење количине броја нераспаднутих атома у зависности од броја протеклих полураспада.
Радиоактивни распад је случајан процес у којем вероватноћа да ће се једно језгро распасти не зависи од тога колико се језгара већ распало и колико ће их се тек распасти. То значи да је вероватноћа распада {\displaystyle \lambda }, константа која не зависи ни од времена, t, ни од броја нераспаднутих језгара, N. То је одлика процеса првог реда и тада је број језгара која се распадну у јединици времена {\displaystyle {\frac {dN}{dt}}} једнак производу вероватноће да до распада дође и броја присутних језгара, N:
{\displaystyle {\frac {dN}{dt}}=-\lambda N}
Минус у горњој једначини означава да број језгара током времена опада, односно брзина је негативна. 
Преуређењем добија се диференцијална једначина првог реда:
{\displaystyle {\frac {dN}{N}}=-\lambda dt.}
чијим решавањем (интеграљењем)
{\displaystyle \ln N=-\lambda t+D\,}
налазимо
{\displaystyle N=Ce^{-\lambda t}\,}
где се нумеричка константа {\displaystyle C=e^{D}.} одређује из почетног услова да је при t = 0 број језгара {\displaystyle N_{0}}:
{\displaystyle N(t)=N_{0}e^{-\lambda t}\,}.
Овде је:
- {\displaystyle N_{0}} почетна вредност N-а (на t=0)
- λ позитивна константа (константа распада) која означава колика је вероватноћа да се извесно језгро распадне у јединици времена.

Када  t тежи бесконачности, број језгара која се још нису распала приближава се нули. То је, рецимо објашњење зашто на Земљи нема природних радиоактивних изотопа са временом полураспада краћим од 4,5 милијарди година. Наиме, процењује се да је то старост Земље и сва језгра која су имала краће време полураспада већ су се одавно распала т. ј. за њих је N = 0. 
Конкретно, постоји време {\displaystyle t_{1/2}\,} такво да:
{\displaystyle N(t_{1/2})=N_{0}\cdot {\frac {1}{2}}}
Смењујући у формулу изнад, добијамо:
{\displaystyle N_{0}\cdot {\frac {1}{2}}=N_{0}e^{-\lambda t_{1/2}}\,}
{\displaystyle e^{-\lambda t_{1/2}}={\frac {1}{2}}\,}
{\displaystyle -\lambda t_{1/2}=\ln {\frac {1}{2}}=-\ln {2}\,}
{\displaystyle t_{1/2}={\frac {\ln 2}{\lambda }}\,}
Тако да је време полураспада једнако 69,3% просечног животног века.
Старост Земље се процењује на 4,5 милијарди година управо на основу времена полураспада уранијума-238, природног радиоактивног изотопа, које износи 4,468 милијарди година.  

## Распад од два или више независних процеса
Распад може да се одвија преко два или више процеса. Ако су процеси независни онда постоји различито време полураспада повезано са сваким процесом.
Као пример, за два независна распада, количина супстанце остале после времена t се даје као
{\displaystyle N(t)=N_{0}e^{-\lambda _{1}t}e^{-\lambda _{2}t}=N_{0}e^{-(\lambda _{1}+\lambda _{2})t}}
На начин сличан претходном одељку, можемо да рачунамо ново тотално време полураспада {\displaystyle T_{1/2}\,} па налазимо да је
{\displaystyle T_{1/2}={\frac {\ln 2}{\lambda _{1}+\lambda _{2}}}\,}
или, у вези са два полураспада
{\displaystyle T_{1/2}={\frac {t_{1}t_{2}}{t_{1}+t_{2}}}\,}
где је {\displaystyle t_{1}\,} време полураспада првог процеса, а {\displaystyle t_{2}\,} другог.

## Повезане теме
- експоненцијални распад
- просечни животни век
- радиоактивни распад